# اسلام در اتریش

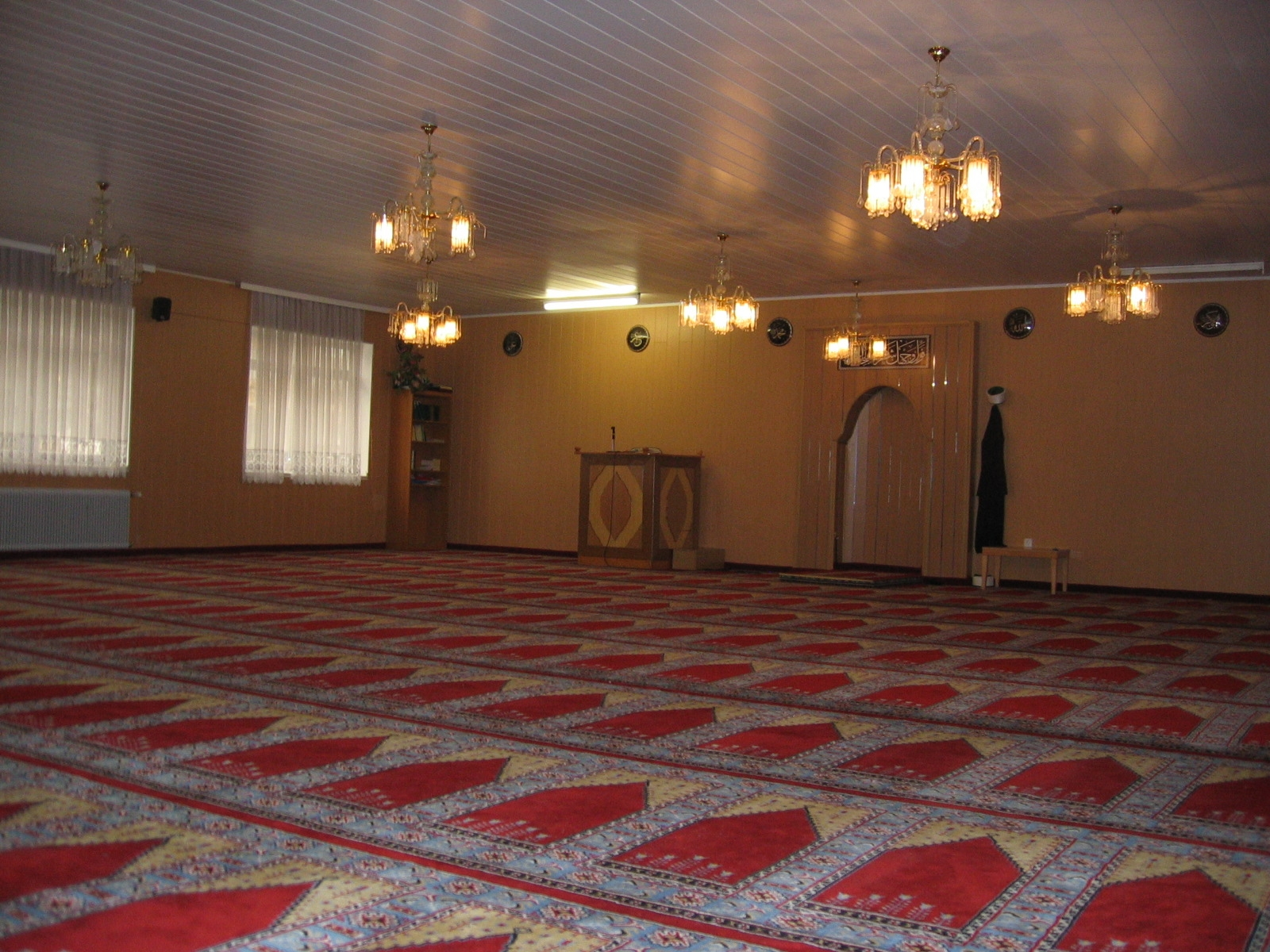
فضای داخلی یک مسجد در سالزبورگ

اسلام در اتریش نام یک اقلیت دینی در کشور است. در سال ۲۰۱۰ حدود ۴۰۰٬۰۰۰ تا ۵۰۰٬۰۰۰ مسلمان در اتریش تخمین زده می‌شود، که در حدود ۶٪ از کل جمعیت اتریش است. اکثر مسلمانان در طول دههٔ ۱۹۶۰ به عنوان کارگران مهاجر از ترکیه، بوسنی و هرزگوین همچنین جوامع عربی و پاکستان به اتریش وارد شده‌اند. اسلام از سال ۱۹۱۲ یکی از دین‌های رسمی اتریش بوده‌است. قانون اسلام (Islamgesetz)، توسط امپراتور فرانتس یوزف یکم و پس از الحاق بوسنی و هرزگوین به اتریش، به مجموعه قوانین این کشور اضافه شد.
از مناطق پرجمعیت مسلمانان می‌توان به ایالت‌های غربی اتریش نظیر فورآرلبرگ که بالاترین سهم مسلمانان در این کشور با ۸٫۳۶٪ دارا می‌باشد. وین پایتخت اتریش نیز در حدود ۷٫۸۲٪ جمعمیت مسلمان دارد. اتریش منحصربه‌فردترین کشور در میان کشورهای اروپای غربی است تا آنجا که به مسلمانان از وضعیت یک جامعه دینی به رسمیت شناخته شده نگریسته می‌شود و این قدمت به زمان پس از اشغال اتریش، مجارستان، بوسنی و هرزگوین در سال ۱۸۷۸ بازمی‌گردد که اتریش به آزادی ادیان از جامعه مسلمانان را با اصطلاح «قانون شناسایی» تنظیم کرد. این قانون از سال ۱۹۷۹ هنگامی که جامعه مسلمان در اتریش تأسیس شد فعال گردید.

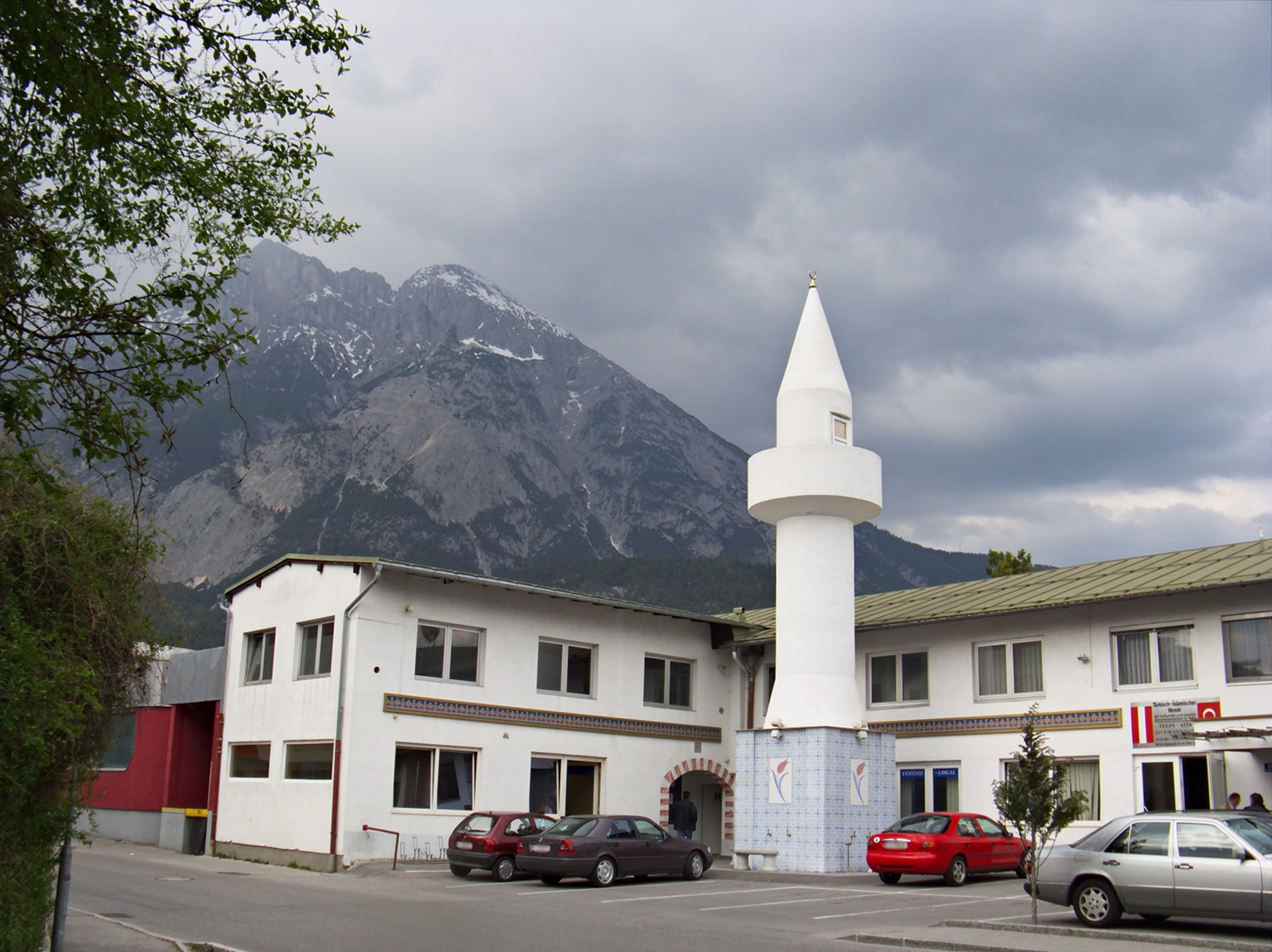
یک مسجد در تلفس

ساختارهای موازی در گروه مذهبی اسلامی وجود دارد. اکثر مهاجرت‌های انجام شده به اتریش نشان از کوچ مردمان ترکیه‌ای، بوسنیایی می‌باشد. در میان مسلمانان، جمعیت مسلمان ترکیه تشکلی به نام «انجمن اسلامی ترکیه» دارند که امور دینی مسلمانان را اداره می‌کنند.
روابط میان مسلمانان و اکثریت کاتولیک اتریش، به نسبت بسیاری دیگر از کشورهای اروپایی، آرام بوده‌است؛ ولی تنش‌هایی نیز در این میان وجود دارد. بر اساس یک پیش‌نویس جدید در سال ۲۰۱۴، قانونی در این کشور آماده به تصویب شده که به منظور مبارزه با گروه‌های اسلامگرایی افراطی مانند داعش، کمک‌های مالی از سوی منابع خارجی را ممنوع می‌کند.

## آمار ارائه شدهٔ غیررسمی نسبت جمعیتی مسلمانان
| گروه‌های مهاجر | جمعیت   | سال |
| ------------- | ------- | --- |
| ترک‌ها         | ۱۰۹٬۷۰۰ |     |
| بوسنیایی‌ها    | ۸۵٬۲۰۰  |     |
| افغان‌ها       | ۳۱٬۳۰۰  |     |
| کردها         | ۲۶٬۷۷۰  |     |
| آلبانیایی‌ها   | ۲۰٬۵۲۰  |     |
| ایرانیان      | ۱۲٬۴۵۲  |     |
| عرب‌ها         | ۱۲٬۱۰۰  |     |
| پاکستانی‌ها    | ۸٬۴۹۰   |     |